# Bosquel
Bosquel és un municipi francès situat al departament del Somme i a la regió dels Alts de França. L'any 2007 tenia 300 habitants.

## Demografia

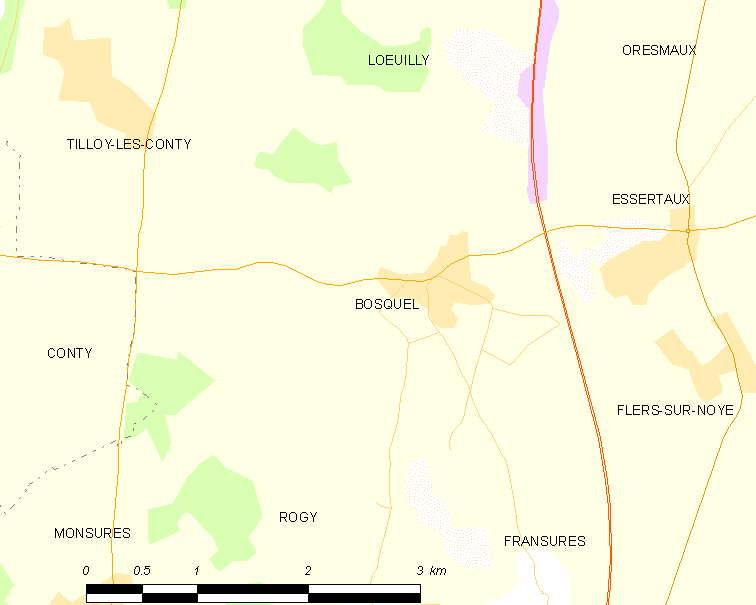
mapa del municipi

### Població
El 2007 la població de fet de Bosquel era de 300 persones. Hi havia 120 famílies de les quals 32 eren unipersonals (16 homes vivint sols i 16 dones vivint soles), 44 parelles sense fills, 40 parelles amb fills i 4 famílies monoparentals amb fills.
La població ha evolucionat segons el següent gràfic:

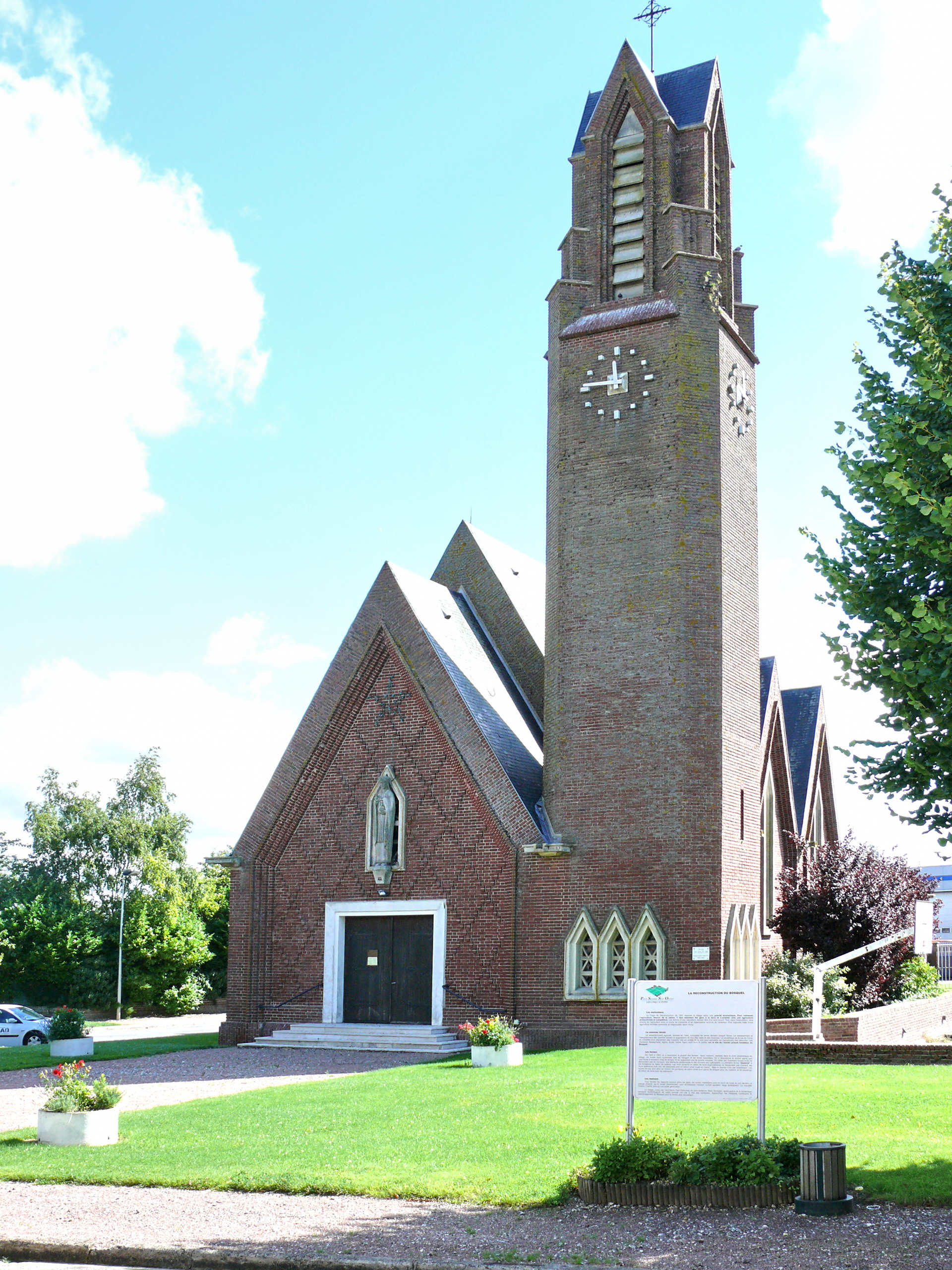
església

Habitants censats

### Habitatges
El 2007 hi havia 134 habitatges, 125 eren l'habitatge principal de la família, 4 eren segones residències i 5 estaven desocupats. 126 eren cases i 8 eren apartaments. Dels 125 habitatges principals, 91 estaven ocupats pels seus propietaris, 31 estaven llogats i ocupats pels llogaters i 3 estaven cedits a títol gratuït; 5 tenien dues cambres, 17 en tenien tres, 27 en tenien quatre i 75 en tenien cinc o més. 99 habitatges disposaven pel capbaix d'una plaça de pàrquing. A 49 habitatges hi havia un automòbil i a 67 n'hi havia dos o més.

### Piràmide de població
La piràmide de població per edats i sexe el 2009 era:
| Homes | Edats   | Dones |
| ----- | ------- | ----- |
| 0     | 95 o +  | 0     |
| 0     | 90 a 94 | 0     |
| 0     | 85 a 89 | 4     |
| 0     | 80 a 84 | 0     |
| 0     | 75 a 79 | 4     |
| 4     | 70 a 74 | 4     |
| 12    | 65 a 69 | 8     |
| 8     | 60 a 64 | 8     |
| 0     | 55 a 59 | 4     |
| 8     | 50 a 54 | 4     |
| 4     | 45 a 49 | 12    |
| 4     | 40 a 44 | 8     |
| 28    | 35 a 39 | 12    |
| 12    | 30 a 34 | 20    |
| 8     | 25 a 29 | 16    |
| 16    | 20 a 24 | 8     |
| 20    | 15 a 19 | 8     |
| 4     | 10 a 14 | 16    |
| 8     | 5 a 9   | 12    |
| 8     | 0 a 4   | 4     |

## Economia

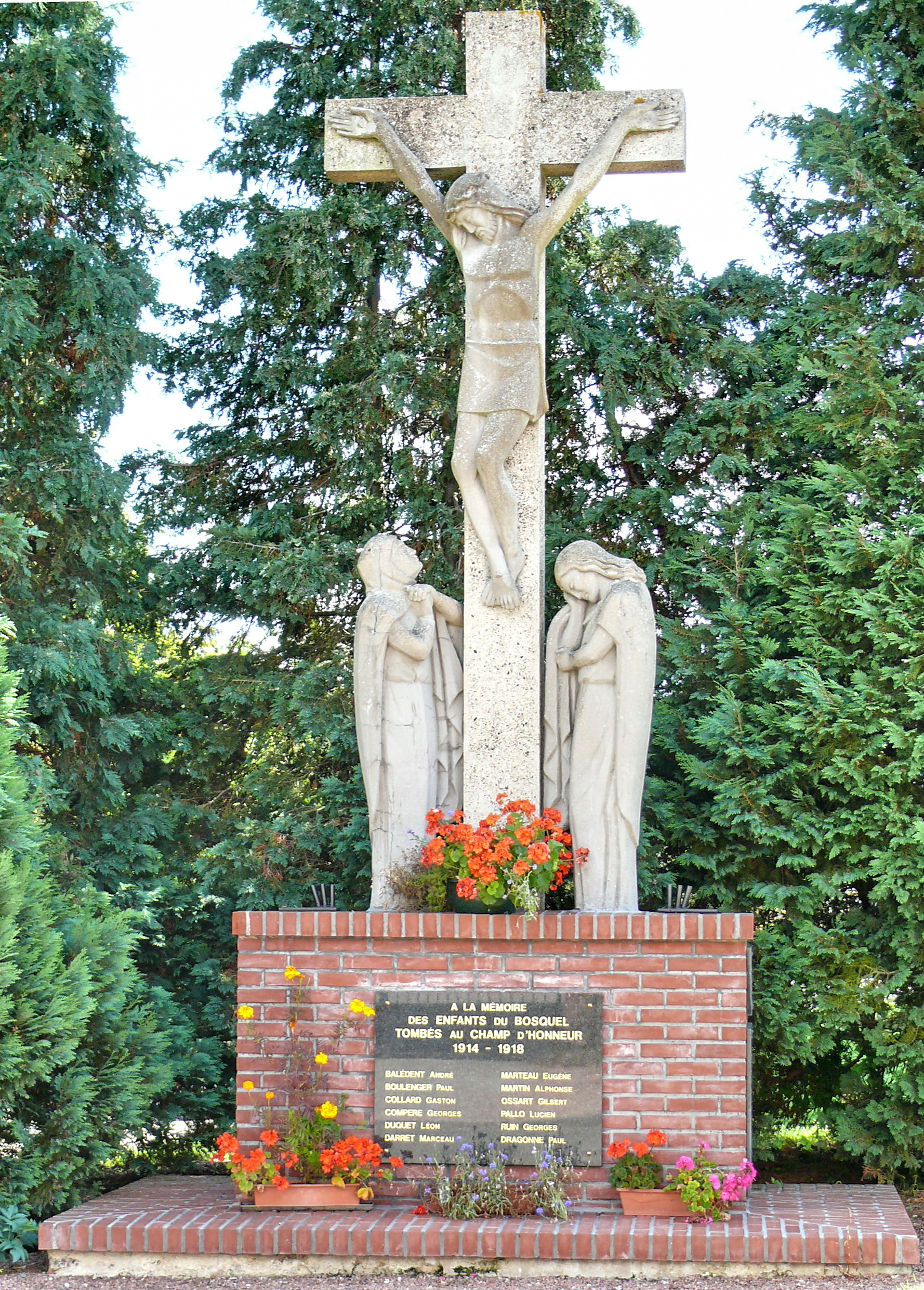
calvari

El 2007 la població en edat de treballar era de 200 persones, 166 eren actives i 34 eren inactives. De les 166 persones actives 150 estaven ocupades (83 homes i 67 dones) i 15 estaven aturades (7 homes i 8 dones). De les 34 persones inactives 16 estaven jubilades, 10 estaven estudiant i 8 estaven classificades com a «altres inactius».

### Ingressos
El 2009 a Bosquel hi havia 124 unitats fiscals que integraven 302,5 persones, la mediana anual d'ingressos fiscals per persona era de 20.961 €.

### Activitats econòmiques
Dels 8 establiments que hi havia el 2007, 1 era d'una empresa de fabricació d'altres productes industrials, 1 d'una empresa de construcció, 1 d'una empresa de comerç i reparació d'automòbils, 2 d'empreses de transport, 2 d'empreses d'hostatgeria i restauració i 1 d'una empresa financera.
L'únic servei als particulars que hi havia el 2009 era un electricista.
L'any 2000 a Bosquel hi havia 11 explotacions agrícoles que ocupaven un total de 564 hectàrees.

## Equipaments sanitaris i escolars
El 2009 hi havia una escola elemental integrada dins d'un grup escolar amb les comunes properes formant una escola dispersa.

## Poblacions més properes
El següent diagrama mostra les poblacions més properes.